# Archivio Lazzarini
L'Archivio Lazzarini è conservato nelle strutture dell'Istituto Veneto di Scienze, Lettere ed Arti, presso palazzo Loredan a Venezia.

## Storia archivistica
Nel 2005 Lino Lizzarini, figlio di Vittorio Lazzarini,  lascia in eredità le carte e la biblioteca appartenuta al padre, all'Istituto Veneto di Scienze, Lettere ed Arti.

## I documenti
La biblioteca non ancora inventariata, comprende circa 500 volumi di storia veneziana e veneta datati fine ottocento o primi del novecento. Sono presenti anche pochi volumi di un periodo precedente. La biblioteca contiene inoltre una serie di opuscoli, alcuni dei quali autografati e con dediche.
L'archivio, anche questo non inventariato, è formato da un paio di faldoni contenenti per lo più corrispondenza. Il fondo può essere diviso in due aree tematiche, una riguardante la corrispondenza con personaggi di spicco della società veneziana e un'altra inerente a corrispondenza con personalità meno note.
Nel lascito sono anche presenti due diplomi universitari e una modesta raccolta di medaglie.